# Canillo
Canillo – jedna z siedmiu parafii w Andorze, położona na północny wschód od stolicy, w dolinie Riu Valira d’Orient, przy głównej drodze prowadzącej do Francji. W skład parafii wchodzi 14 wsi: Canillo, Soldeu, Bordes d'Envalira, El Tarter, Sant Pere, Ransol, Els Plans, El Vilar, l'Armiana, l'Aldosa, El Forn, Prats, Meritxell i Molleres.
Canillo wymieniane jest jako pierwsza parafia w porządku protokolarnym. Na terenie parafii w Meritxell znajduje się sanktuarium Matki Bożej Patronki Dolin, ogłoszone w 1873 roku sanktuarium narodowym. Święto patronalne obchodzone jest 29 listopada. Tzw. "festa mayor" w trzecią niedzielę lipca.

## Demografia
Liczba ludności w poszczególnych latach: